# Église Saint-Martin de Nouvion-le-Comte
L'église Saint-Martin est une église située à Nouvion-le-Comte, dans le département de l'Aisne en France.

## Historique
Le monument est classé au titre des monuments historiques en 1922.

## Galerie

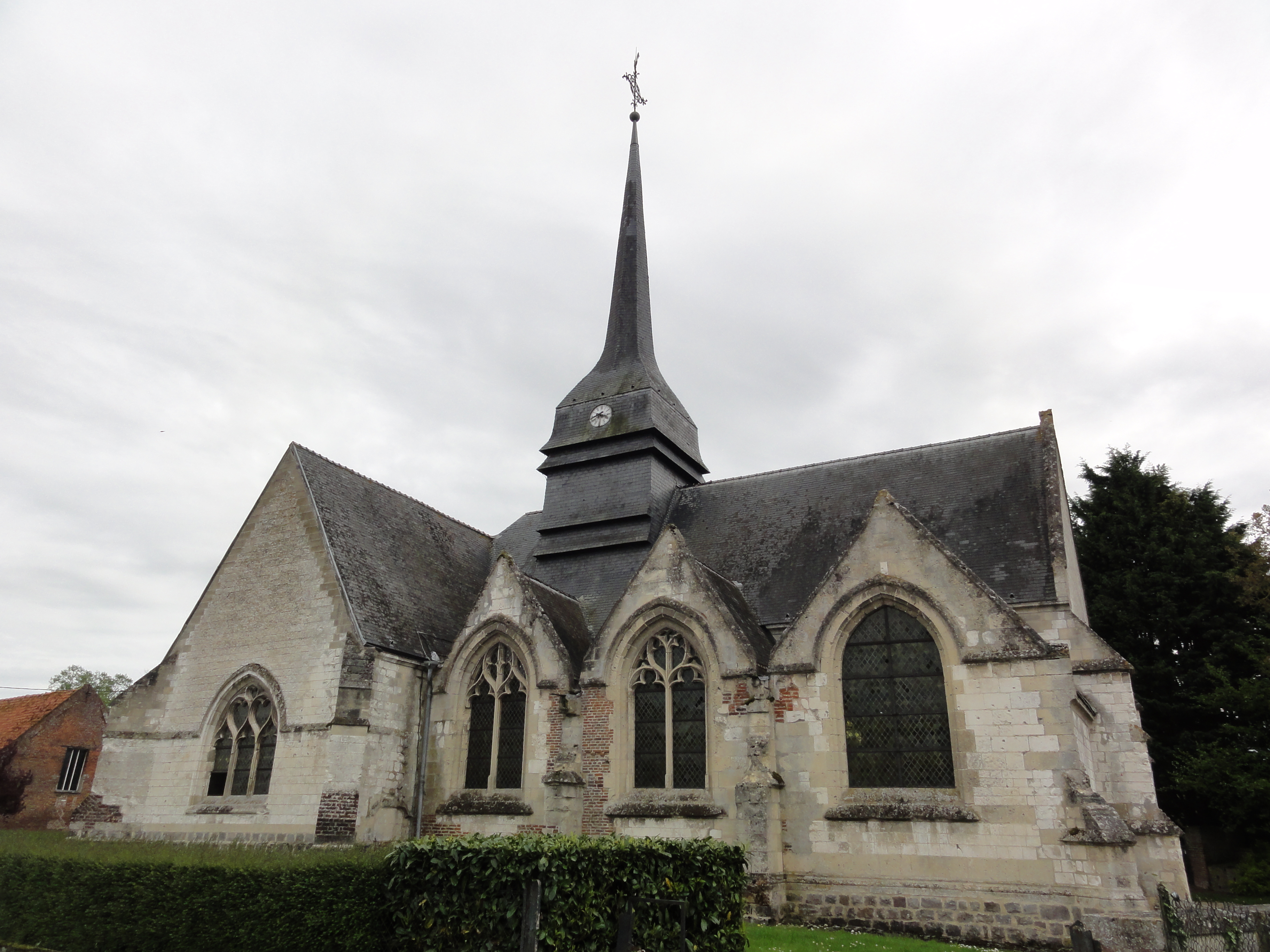
Côté nord.
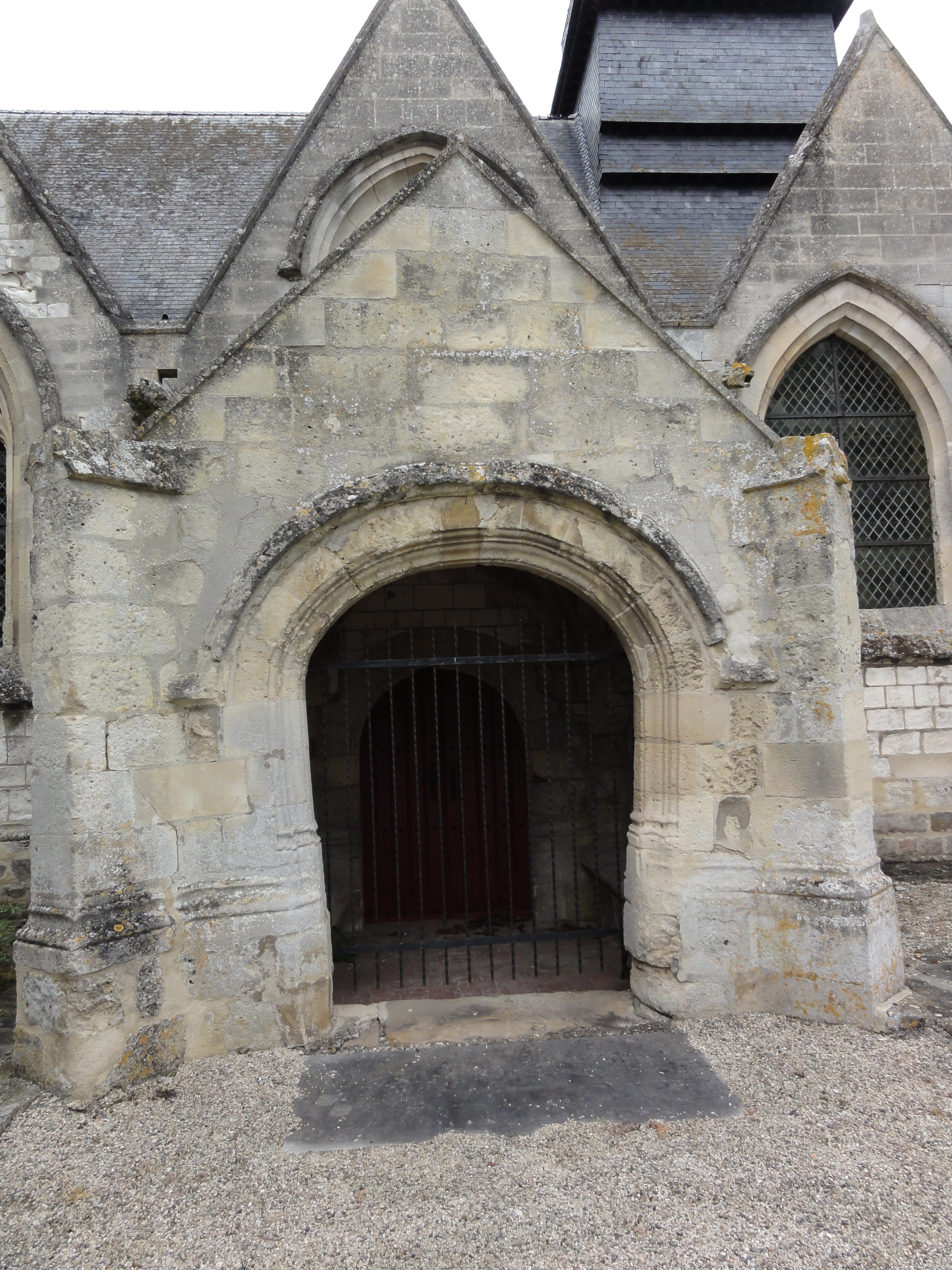
Portail latéral.